# 骨顶鸡
骨顶鸡（学名：Fulica atra），又名白冠雞、白骨頂或白冠水雞，为秧鸡科骨顶鸡属的鸟类。分布於歐洲、亞洲、澳大利亞、紐西蘭及北非部分地區。 它有著深灰黑色的身體、光滑的黑色頭部以及白色的喙和白色的額盾。雌雄相似。在世界各地都有類似外觀的白冠雞，而種類最多的白冠雞則生活在南美洲。
2022年，“中国鸟类名录”10.0版将骨顶鸡的中文名修改为白骨顶。
该物种的模式产地在瑞典。

## 分類
白冠雞由瑞典博物學家卡爾·林奈於1758年在他的第十版中以其現行的二名名稱Fulica atra正式描述。 林奈指定了類型地點為歐洲，但現在這一範圍已縮小至瑞典。 二名名稱來自拉丁語：Fulica 意為“黑水雞”，而atra 意為“黑色”。
四個亞種被確認：
- F. a. atra 林奈，1758年 – 歐洲和北非至日本、印度、東南亞、菲律賓和婆羅洲。在中国大陆，分布于华北和华南等地；在台灣屬於冬候鳥，而且分佈亦不廣泛[10]。该物种的模式产地在瑞典。[11][12][10]
- F. a. lugubris 穆勒，S，1847年 – 爪哇、巴厘島、西北新幾內亞
- F. a. novaeguineae 蘭德，1940年 – 新幾內亞中部
- F. a. australis 古爾德，1845年 – 澳大利亞和紐西蘭

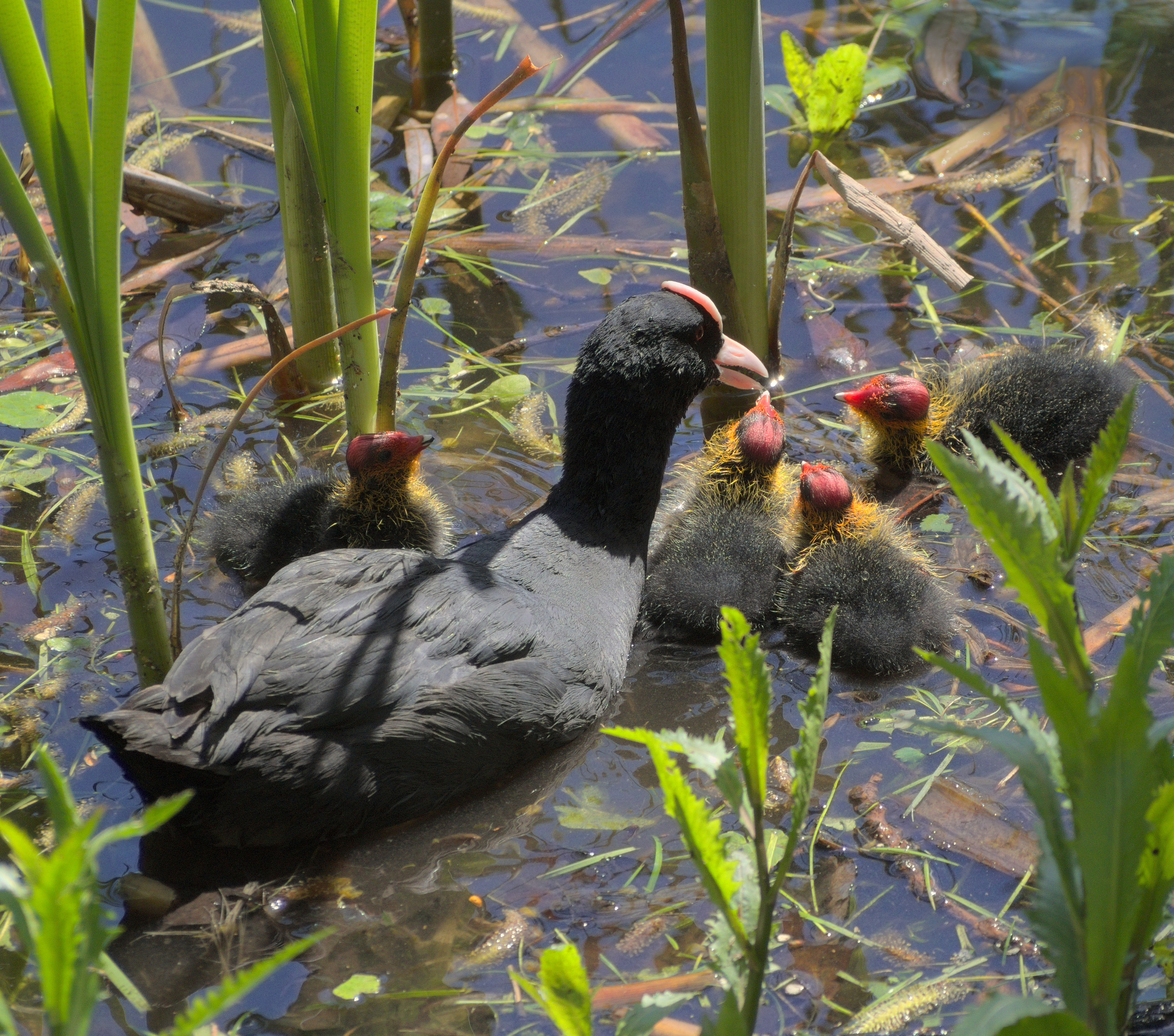

在銅石並用時代（距今約 4800-4400 年），保加利亞黑海沿岸已描述了一種已滅絕的亞種F. atra pontica。

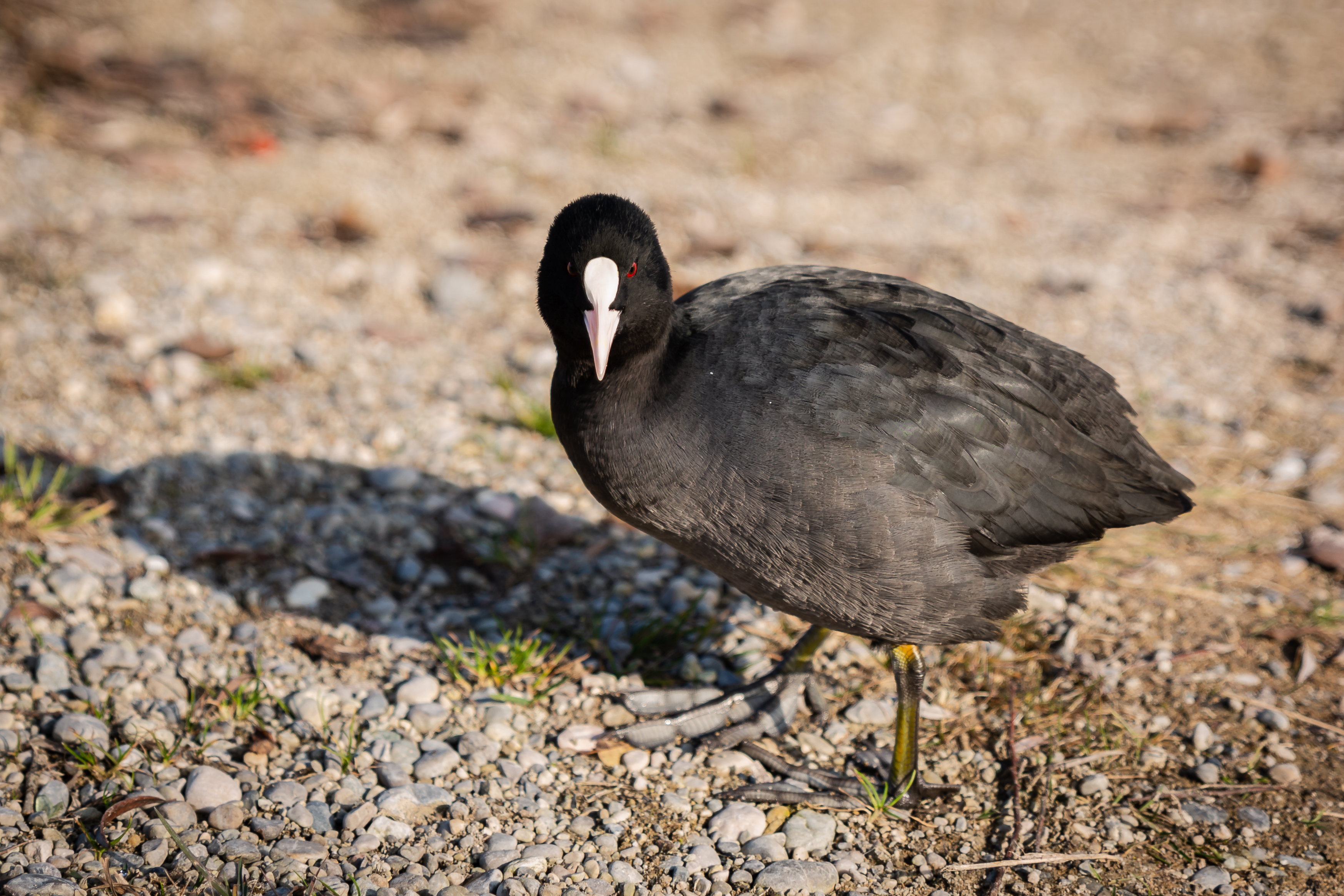
額盾

## 描述

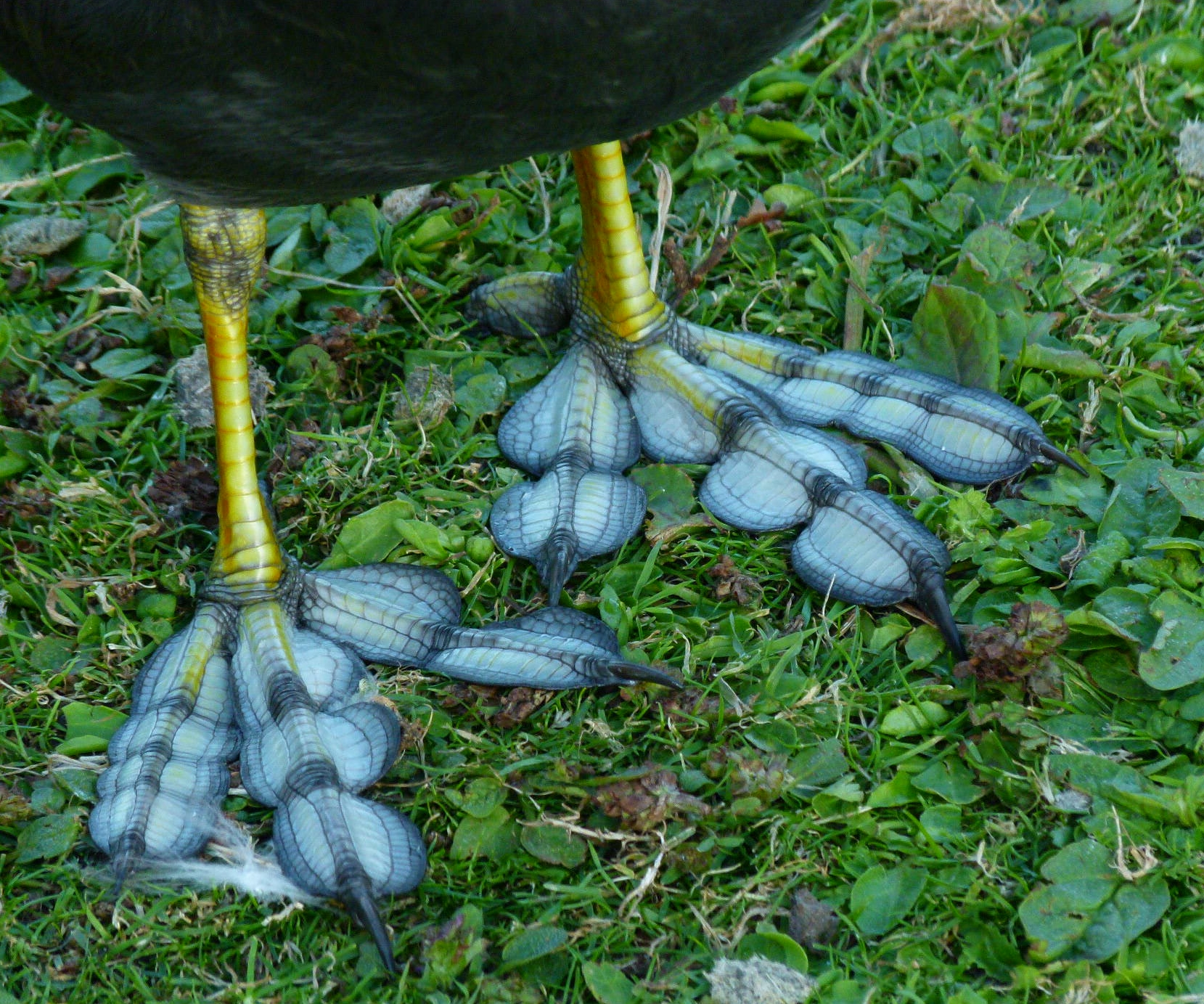
白冠雞的腿和腳, 聖詹姆斯公園, 倫敦

白冠雞長度為36—38 cm（14—15英寸），翼展為70—80 cm（28—31英寸），雄性重約890 g（31 oz），雌性重750 g（26 oz）。除了白色的喙和額盾（這引發了“禿如黑水雞”這一表達方式，早在1430年就已使用）外，大部分為黑色。 作為游泳物種，黑水雞的長而有力的腳趾上有部分蹼。雌雄外觀相似。
幼鳥比成鳥顏色淡，胸部呈白色，且沒有額盾；成鳥的黑色羽毛在約3至4個月大時發育完全，但白色額盾則在約一歲時才完全發育。
白冠雞是一種嘈雜的鳥，具有廣泛的爆裂聲、爆炸聲或號角聲，常在夜間發出。

## 分布與棲地
黑水雞在舊大陸的大部分淡水湖泊和池塘上繁殖，並像其親戚紅冠水雞一樣，適應了城市環境，經常出現在有水源的公園和花園裡。它分布並繁殖於歐洲、亞洲、澳大利亞和非洲。該物種最近將其分布範圍擴展到紐西蘭。在其分布區的溫暖部分定居，但冬季當水域結冰時，會從亞洲大部分地區向南和向西遷徙。它已知會作為迷鳥出現在北美洲。

## 行為與生態
白冠雞比大多數秧雞科鳥類少了許多隱秘性，經常可以看到它在開闊水域游泳或在水邊草地上行走。這是一種具有攻擊性的物種，在繁殖季節期間有強烈的領地意識，親鳥雌雄均參與領地防衛。 在非繁殖季節，它們可能會形成大群，這可能與避免捕食有關。
它不太願意飛行，起飛時會在水面上跑動並激起大量水花。在領地爭鬥或在陸地上逃離入侵者時，它會以相同的方式跑動，但不會真正飛行。像許多秧雞科鳥類一樣，它的飛行能力較弱，但在遷徙時（通常是在夜間），它可以覆蓋令人驚訝的長距離。它在游泳時會上下擺動頭部，並會從輕微的跳躍中進行短暫的潛水。
在與其他水鳥（尤其是其他白冠雞）打鬥時，白冠雞會通過衝向對手並用它的長腿擊打對方來進行攻擊。

### 繁殖

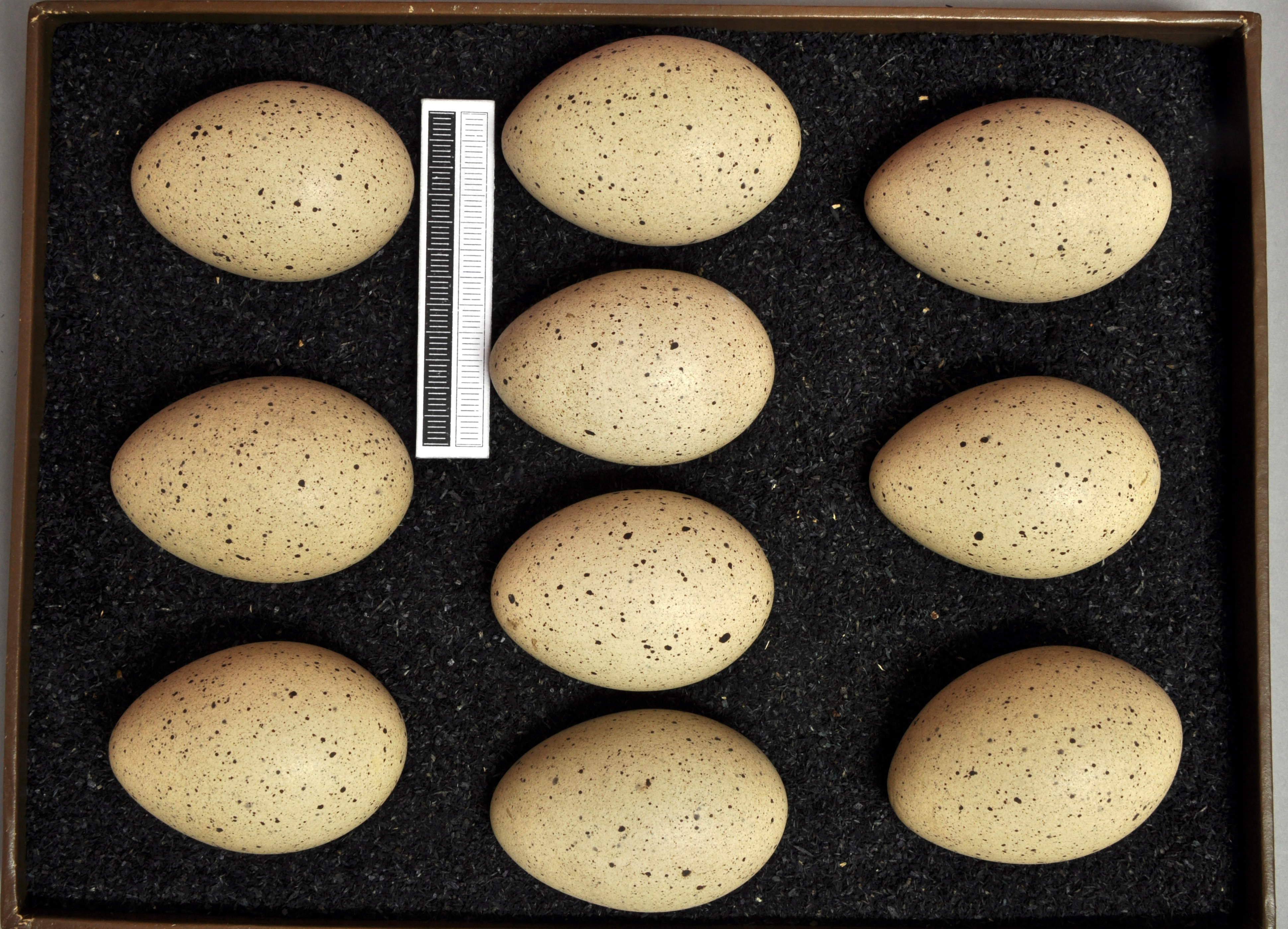
蛋, 收藏於威斯巴登博物館

巢是一個龐大的結構，可能漂浮在水面上，或建於淺水中低矮或幾乎淹沒的樹樁或原木上，形成一個整潔的大碗狀。巢是由植物莖和葉構建，內襯較細的材料。通常隱藏在植被中，有時巢也會放置在開闊的地方。巢是由雌雄共同建造的，雄性收集大部分材料，由雌性將其組合。蛋每天產下一枚。每巢通常包含六到十枚光滑且稍有光澤的淡褐色蛋，上面覆蓋著黑色或深棕色的斑點。平均蛋的大小為53 mm × 36 mm（2.1英寸 × 1.4英寸），重量為38 g（1.3 oz）。雌雄親鳥在第二枚蛋產下後開始孵卵，並在21至24天後不定期孵化。雛鳥為早熟性（precocial）和離巢性。 雛鳥全身覆蓋著黑色的絨毛，絨毛在身體上有黃色的毛狀尖端。頭部兩側、後頸和喉部的毛狀尖端較長，呈橙紅色。眼睛之間和嘴角上方的尖端為紅色。額盾鮮紅色，喙為紅色，帶有白色尖端。 雛鳥在最初的三到四天由雌性孵育，這段時間食物由雄性提供。雄性還會建造一個或多個平台，用於讓雛鳥棲息和孵育。離巢後，雛鳥有時會被分成兩組，每組由一個親鳥負責照顧。雛鳥在約30天時可以自行進食，並在55至60天時換羽。白冠雞通常每年只繁殖一窩，但在一些地區如英國，它們有時會嘗試繁殖第二窩。它們在一到兩歲時首次繁殖。
雛鳥死亡主要由於飢餓而非掠食。大多數雛鳥在孵化後的頭10天內死亡，這時它們最依賴成鳥提供食物。 在食物短缺等壓力下，白冠雞對自己的雛鳥會非常殘忍。它們會咬那些乞食的雛鳥，並不斷這樣做直到雛鳥停止乞食。如果乞食行為持續，它們可能會咬得非常用力，導致雛鳥死亡。 當環境或身體狀況限制了繁殖能力時，白冠雞會將蛋產在其他白冠雞的巢中，或藉此延長其繁殖壽命。

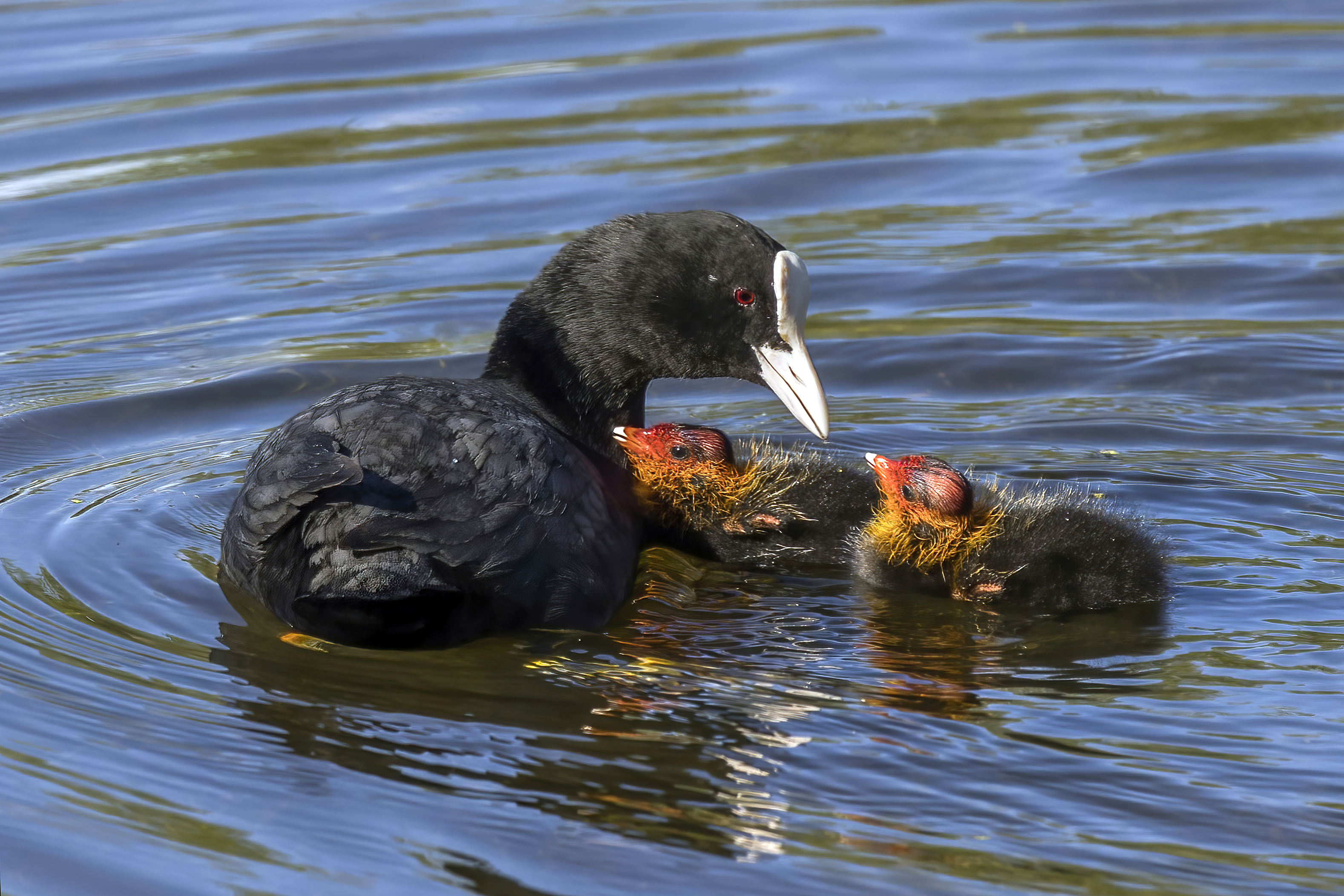
成鳥帶著雛鳥， 特魯希略，西班牙
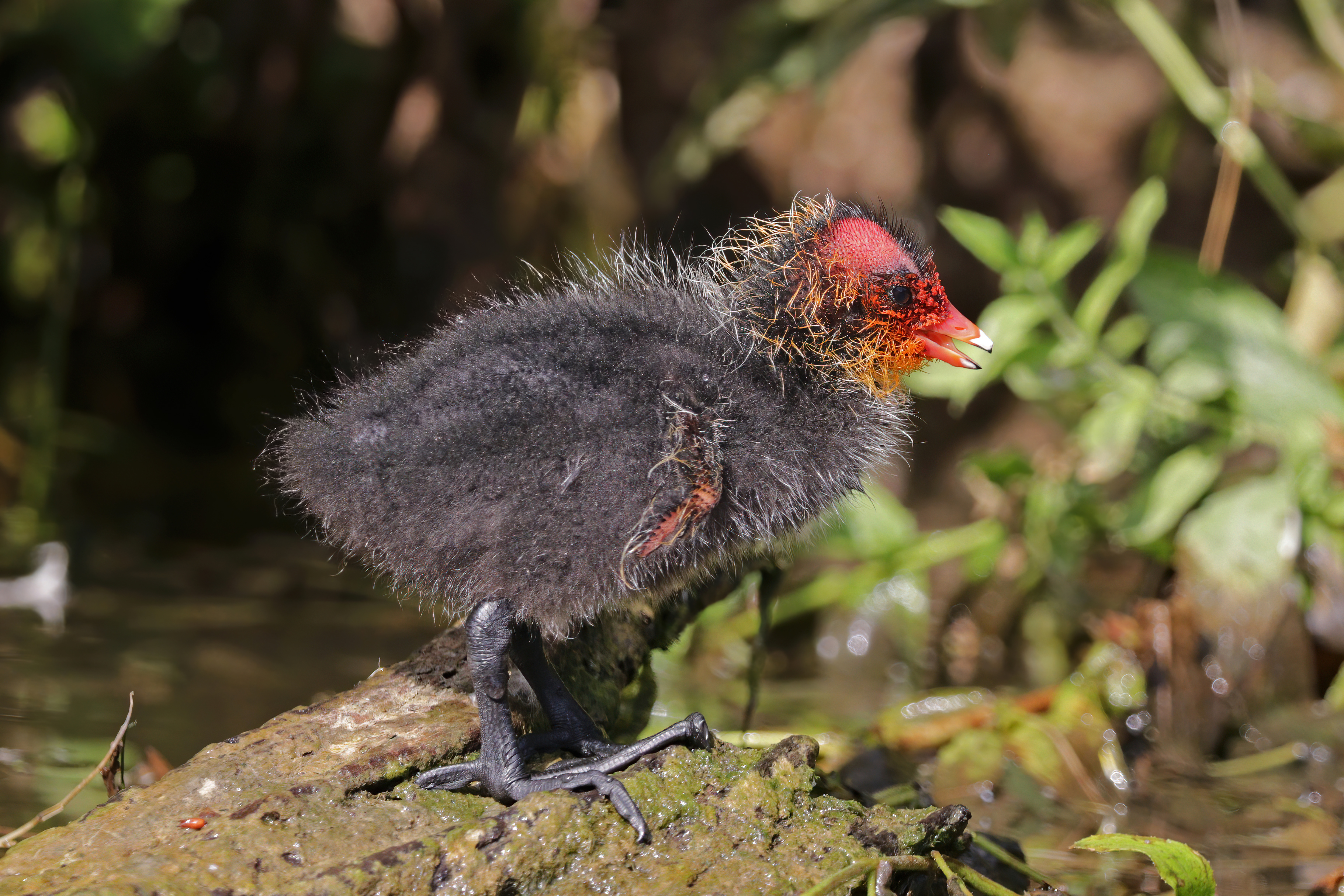
雛鳥, 聖奧梅爾沼澤, 法國
- 雛鳥撿食濕樹葉, 瑞典
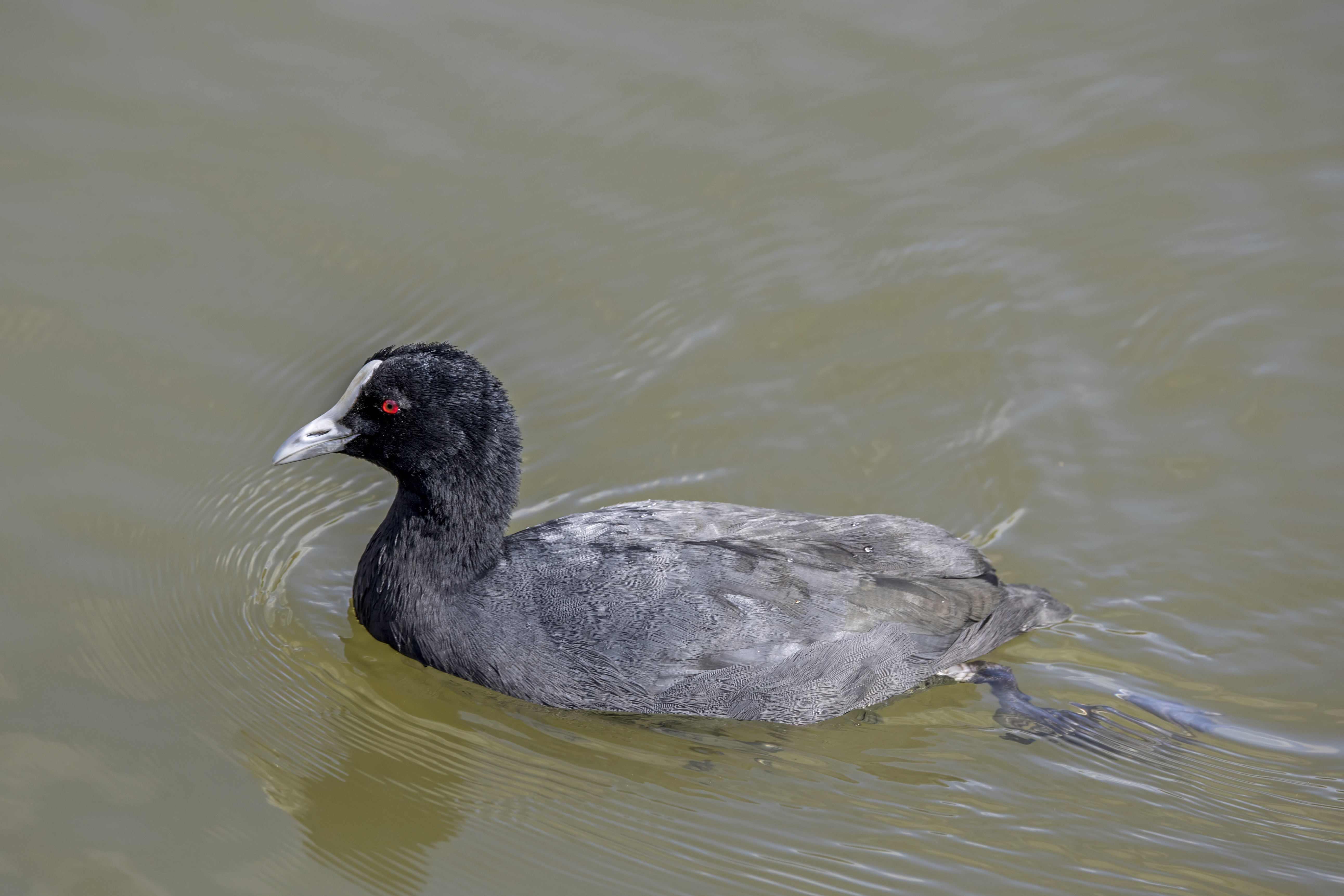
F. a. australis 成鳥
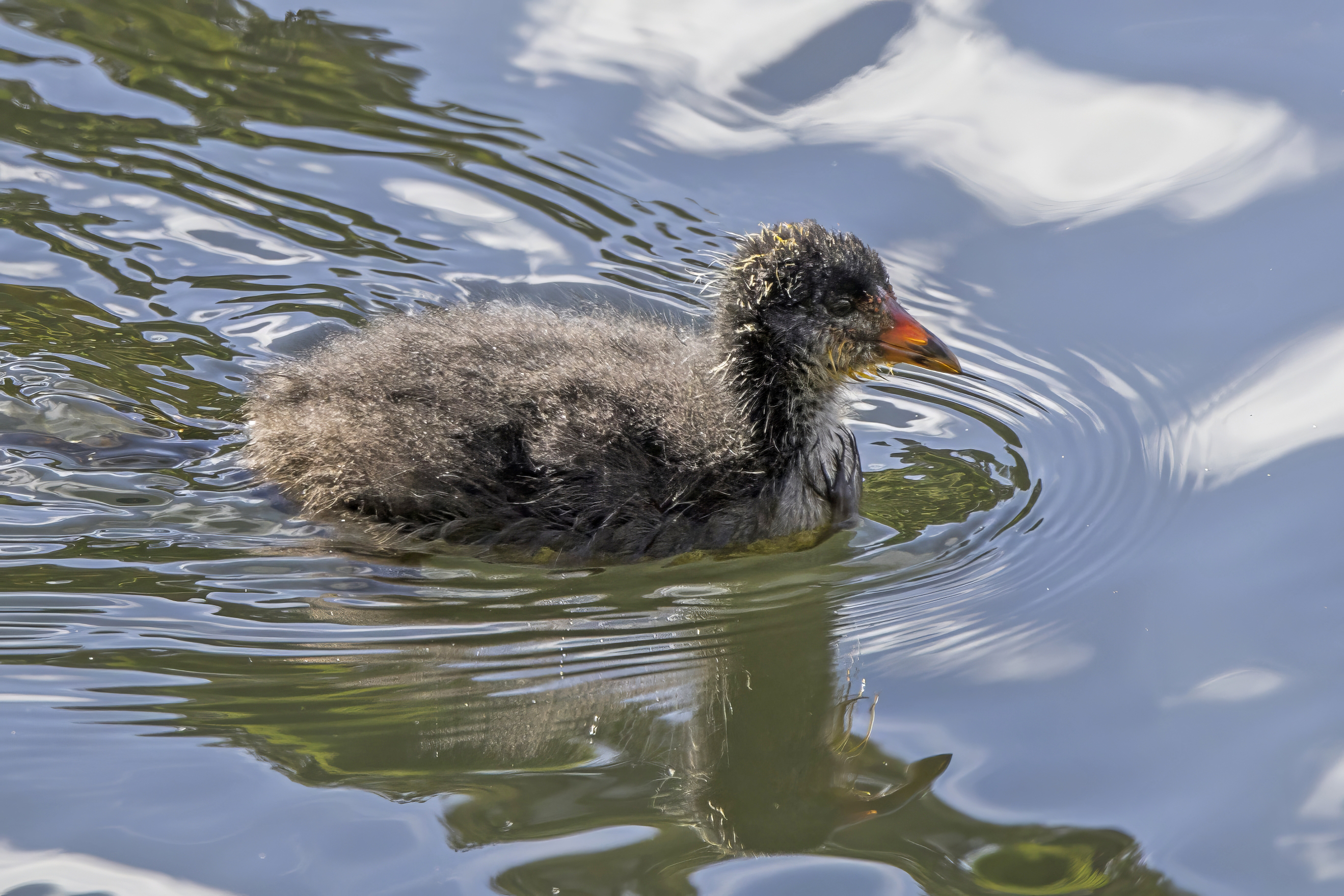
F. a. australis 亞成鳥

### 覓食
白冠雞是雜食性動物，會捕食多種小型活體獵物，包括其他水鳥的蛋，以及藻類、植物、種子和果實。 它在覓食技術上表現出相當大的變化，可以在陸地或水中覓食。在水中，它可能像綠頭鴨一樣翻轉身體，或潛水尋找食物。

## 狀態
白冠雞是非歐亞遷移性水鳥協定適用的物種之一。

## 外部連結
- 白骨頂的图片